# اچ‌ام‌سی‌اس کویچان (جی۱۴۶)
اچ‌ام‌سی‌اس کویچان (جی۱۴۶) (به انگلیسی: HMCS Cowichan (J146)) یک کشتی بود که طول آن ۱۸۰ فوت (۵۵ متر) بود. این کشتی در سال ۱۹۴۰ ساخته شد.